# دار المخزن (فاس)

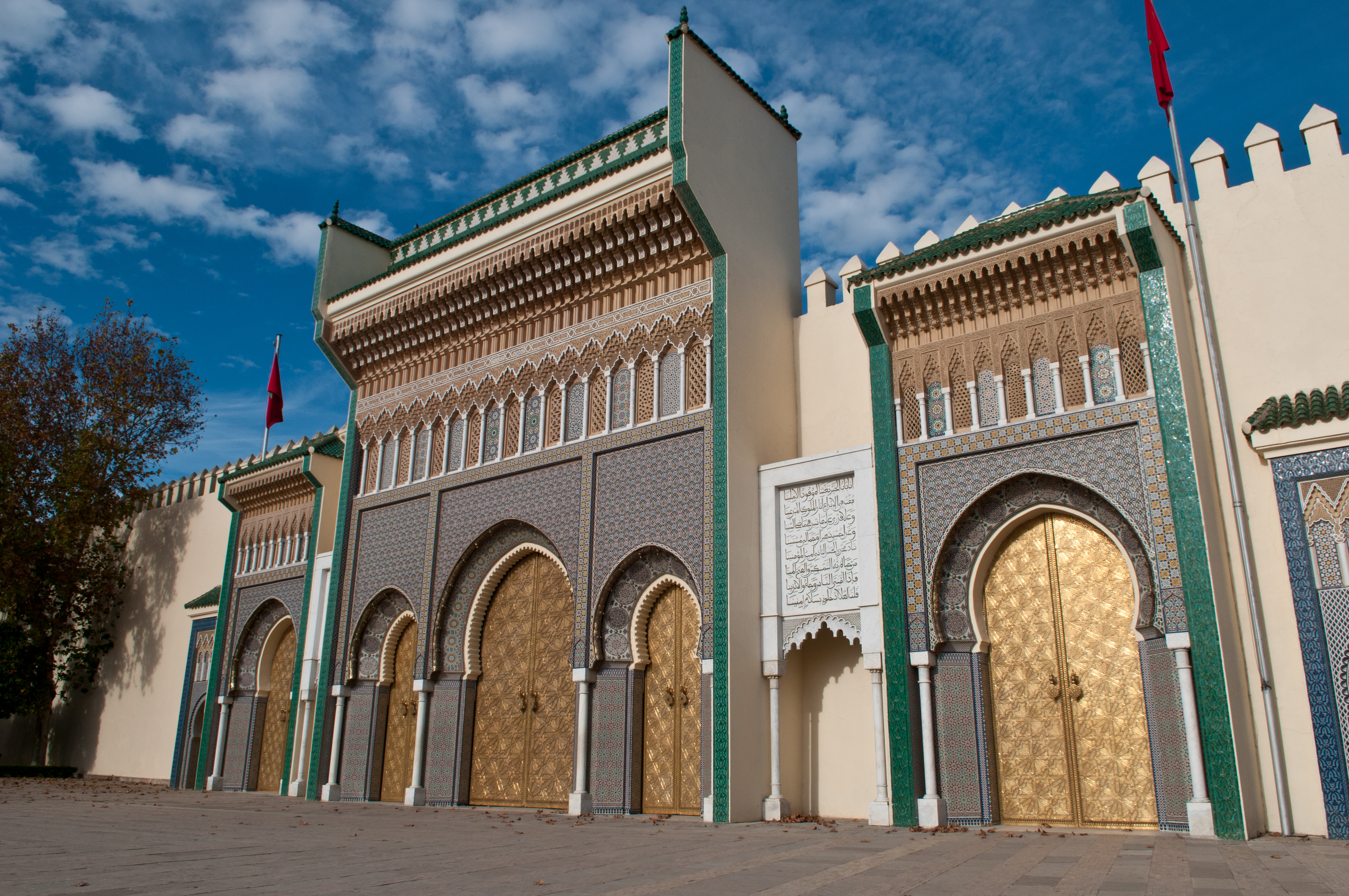
دار المخزن

دار المخزن هو القصر الملكي التابع للسلالة العلوية الحاكمة في مدينة فاس بالمغرب. يقع القصر في فاس الجديد وتُقدّر مساحته بأزيد من 80 هكتارًا. يُشتهر بفضل هيكله وطريقة بناءه فهو مزيّن بالزليج أمّا أبوابه فهي نُحاسية. يُحرّم على المواطنين دخوله. بشكل عام؛ يقعُ القصر في الجديد وبالتحديدِ في شارع مولاي الحسن وهو قريب من باب الدكاكين أحد بوابات فاس.

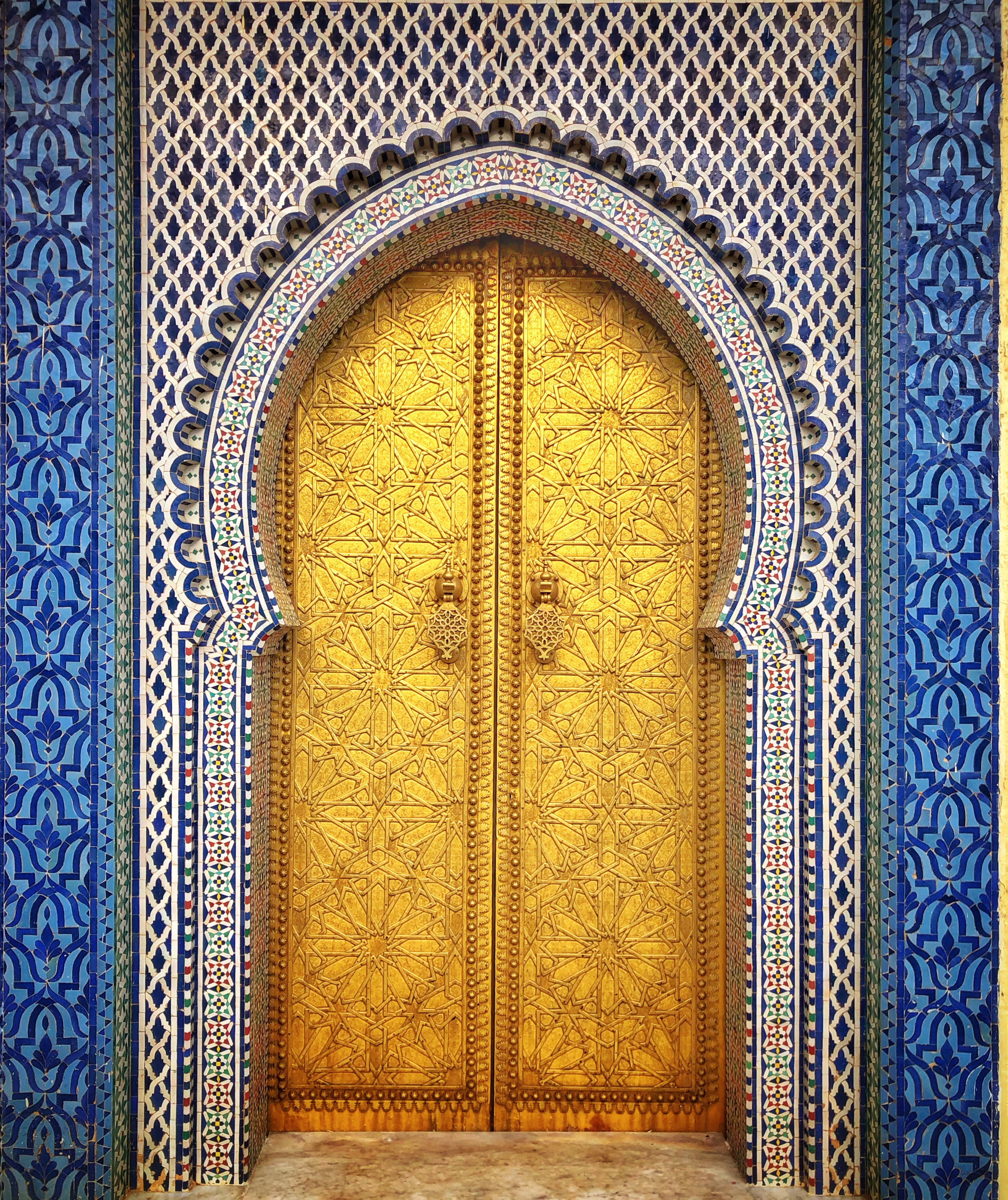
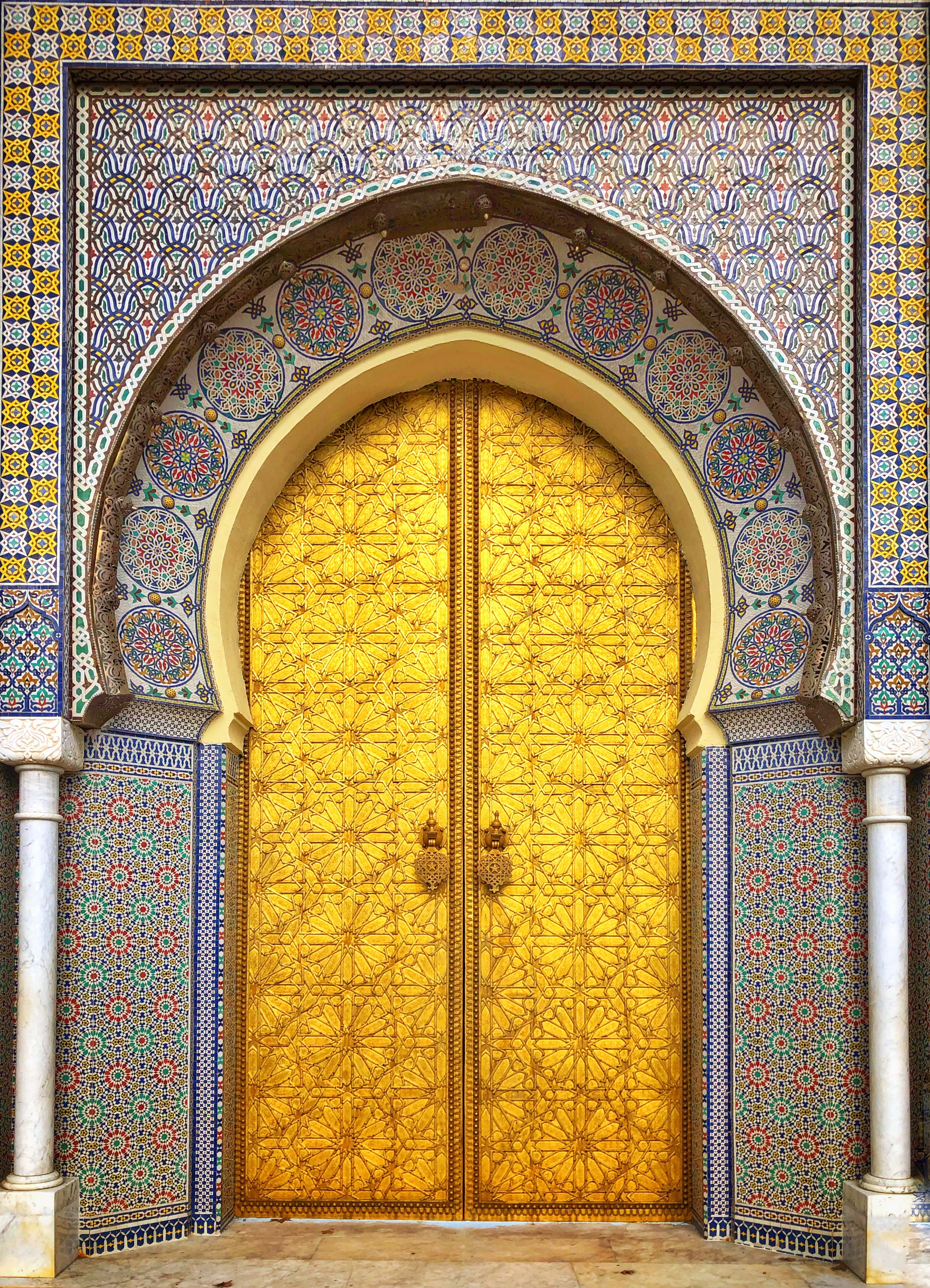
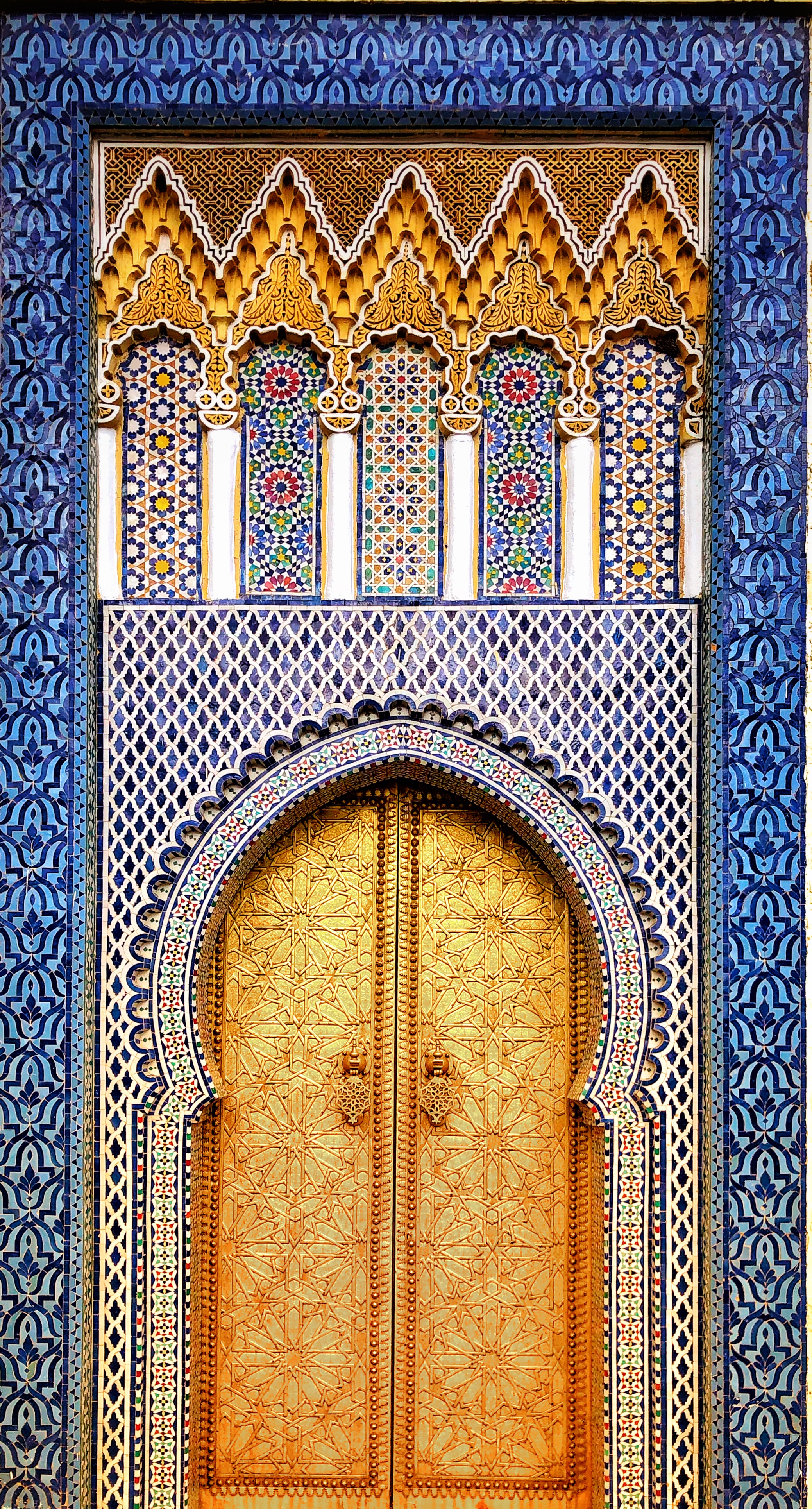
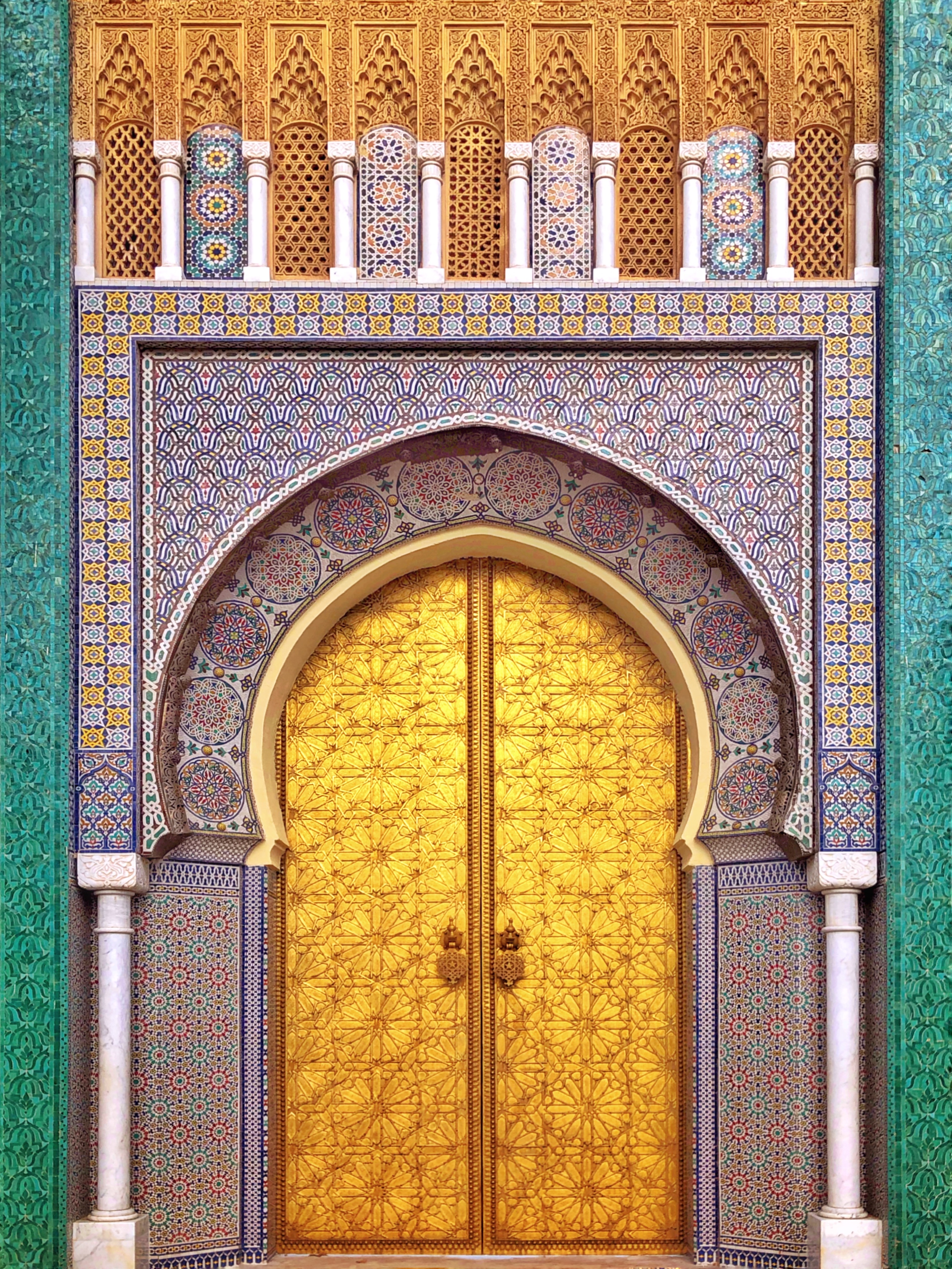
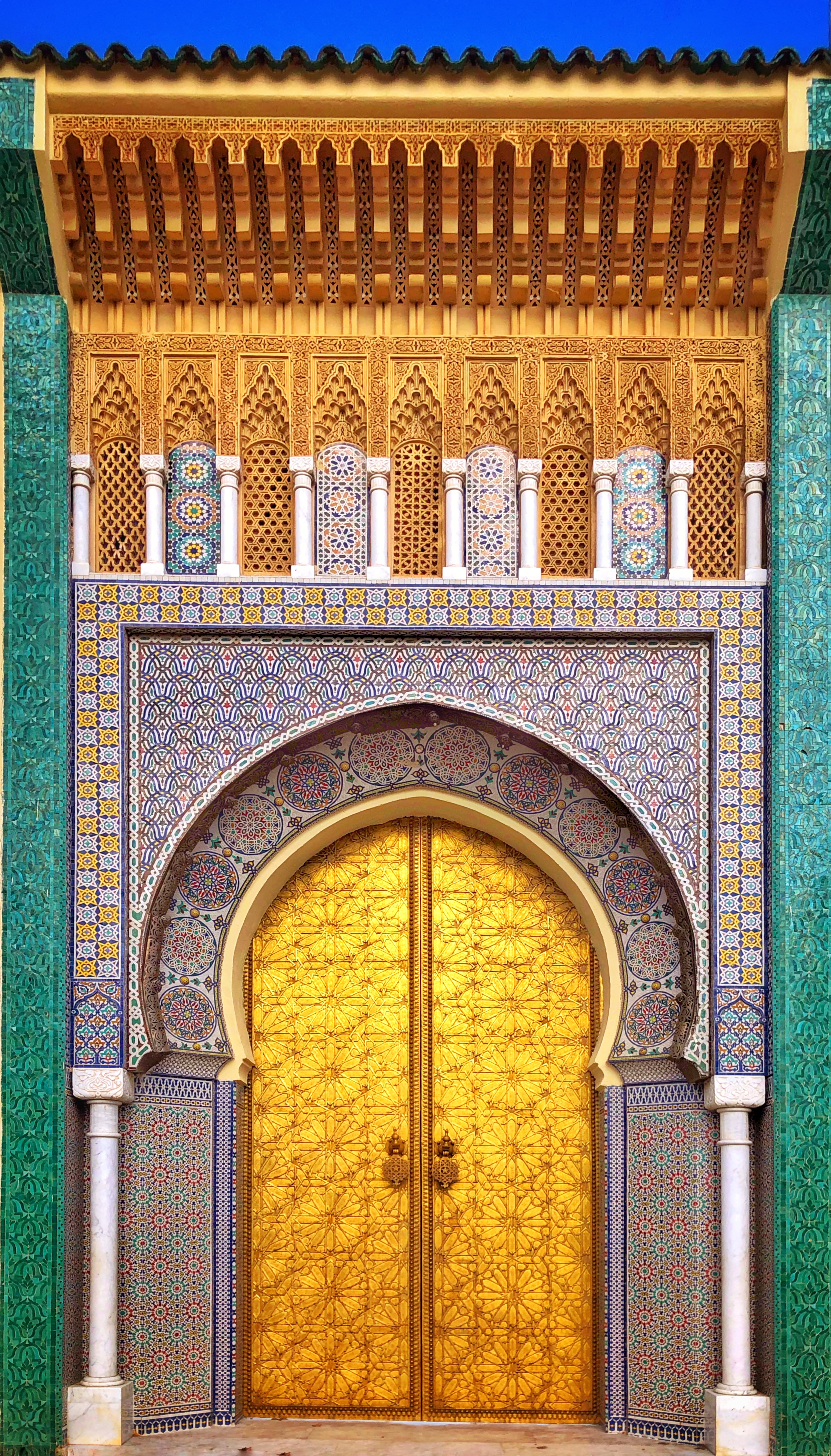

## تاريخ

### تأسيس المرينيين (القرن الثالث عشر وما بعده)

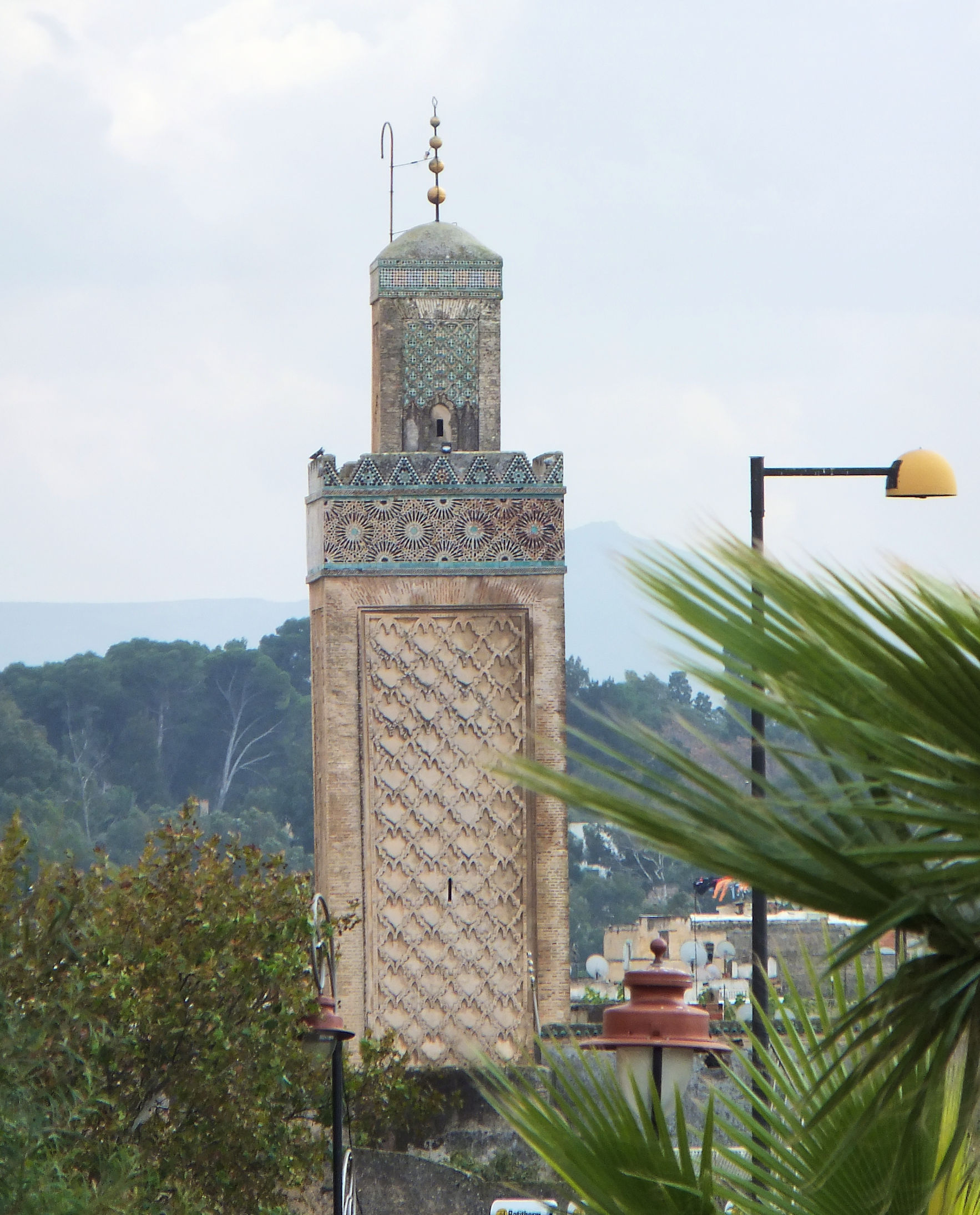
مئذنة المسجد الأعظم بفاس الجديد والتي يعود تاريخها إلى التأسيس المريني الأصلي لفاس الجديد (1276م) وكانت متصلة بدار المخزن.

أسس السلطان المريني أبو يوسف يعقوب القصر وبناه في البداية، جنبًا إلى جنب مع بقية فاس الجديد، في عام 1276. وكان بمثابة المقر الملكي الجديد ومركز الحكومة للمغرب تحت الحكم المريني. قبل ذلك، كان المركز الرئيسي للسلطة والحكومة في فاس هو قصبة بو جلود على الحافة الغربية للمدينة القديمة (في موقع مسجد بو جلود الذي لا يزال قائمًا). ربما كان قرار إنشاء قلعة جديدة شديدة التحصين منفصلة عن المدينة القديمة (فاس البالي) يعكس حذرًا مستمرًا من حكام المغاربة تجاه سكان فاس المستقلين للغاية والمضطربين أحيانًا. تأسس الجامع الكبير في فاس الجديد، المجاور لأراضي القصر، في نفس وقت المدينة الجديدة في عام 1276 وكان متصلاً بممر خاص مباشرة بالقصر، مما يسمح للسلطان بالذهاب للصلاة.
على الرغم من أنه لا يمكن إعادة بناء التصميم الأصلي للقصر بالكامل بسبب قرون من التوسع والتعديل اللاحق، فمن المرجح أنه كان متركزًا في الجنوب الغربي داخل أراضي القصر الحالية. ما يُعرف الآن باسم المشوار القديم (فناء كبير مسوّر يسبق المدخل العام الرئيسي للقصر) كان في ذلك الوقت جسرًا محصنًا فوق وادي فاس (نهر فاس) عند المدخل الشمالي للمدينة، ومن المرجح أنه لم يكن متصلاً بشكل مباشر بالقصر نفسه. بالإضافة إلى الهياكل الرئيسية للقصر في وسط المدينة، كان القصر محاطًا أيضًا بحديقة كبيرة أو منطقة حديقة إلى الغرب والتي تميزت بتراسات وأجنحة مرتفعة، والتي تتوافق على الأرجح مع موقع حدائق لالا مينا الحالية في القصر الحالي.  كانت هذه الحدائق الأولى تُعرف باسم "أكدال" (لا ينبغي الخلط بينها وبين حدائق أكدال الحالية في الغرب) وتبعت تقليدًا راسخًا بالفعل في العصر المرابطي والموحدي، كما يتضح من حدائق أكدال القديمة في مراكش. كانت الحافة الغربية لهذه الحدائق محاطة بدورها بالأسوار الغربية للمدينة. لا تزال هناك بوابة تُعرف باسم باب أكدال قائمة هنا اليوم وتحافظ على تخطيطها القديم في العصر المريني.
كان أبو يوسف يعقوب يرغب أيضًا في إنشاء حديقة ترفيهية واسعة خارج القصر، ربما لمحاكاة تلك التي ربما أعجب بها في غرناطة (مثل جنة العريف)؛ ومع ذلك، توفي في عام 1286 قبل أن يتمكن من إنجاز ذلك.  قام ابنه وخليفته، أبو يعقوب يوسف، بالعمل بدلاً من ذلك في عام 1287، حيث أُنشأت حديقة جنان المسرّة الشاسعة إلى الشمال من فاس الجديد. تم تزويد هذه الحديقة بالمياه من وادي فاس عبر قناة مائية تغذيها نواعير ضخمة (عجلة مائية) بالقرب من باب الدكاكين. سقطت كل من الحدائق والنواعير في حالة من الإهمال بعد فترة المرينيين واختفت في النهاية، ولم تترك سوى آثار.

### العصر العلوي (القرن السابع عشر وما بعده)

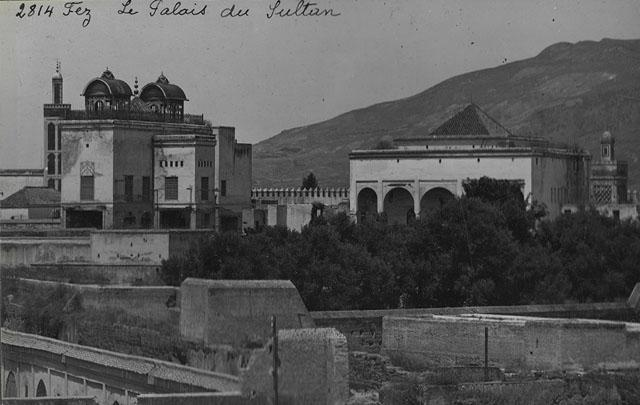
خط سقف أراضي القصر الملكي (في صورة تعود إلى عشرينيات القرن العشرين). الهياكل الشاهقة التي نراها هنا هي جزء من دار عياد الكبيرة. يمكن رؤية مئذنة مسجد لالا مينا جزئيًا خلف الهيكل على اليسار.

بعد سنوات من الإهمال، سقطت معظم المباني المرينية الأصلية في حالة سيئة ولم يتم ترميمها أو إعادة بنائها أو استبدالها إلا عندما أعاد السلاطين العلويون الاستثمار في فاس وجعلوها عاصمة المغرب مرة أخرى (باستثناء فترات معينة). ونتيجة لذلك، فإن الهياكل الحالية في القصر تعود في الغالب إلى الفترة العلوية، من القرن السابع عشر وما بعده. استولى السلطان مولاي رشيد، أول سلطان علوي يوحّد المغرب، على فاس عام 1666م. في عام 1671م، أمر بإنشاء فناء مستطيل واسع في الجزء الشرقي من القصر. كان الفناء، الذي لا يزال قائمًا حتى اليوم، مزينًا ببلاط الزليج الأخضر ومتمركزًا حول حوض مائي مستطيل كبير. أدت هذه الإضافة إلى تمديد أراضي دار المخزن حتى حافة جامع لالة الزهر، الذي كان يقف سابقًا في منتصف حي سكني، ويقطع أحد الشوارع المحلية. كانت هذه واحدة من عدة مناسبات حيث قطع توسع القصر المناطق السكنية العامة في فاس الجديد. كما بنى مولاي رشيد قصبة شراردة الشاسعة شمال فاس الجديد لإيواء قوات قبيلته. كما ساهم إيواء القوات هنا في تحرير مساحة جديدة في فاس الجديد نفسها، بما في ذلك المنطقة الشمالية الغربية التي أصبحت حي مولاي عبد الله الجديد منذ أوائل القرن الثامن عشر فصاعدًا.  هذا هو المكان الذي أقام فيه السلطان مولاي عبد الله مسجدًا كبيرًا ومقبرة ملكية لسلالة العلويين. كان خليفة عبد الله، السلطان محمد بن عبد الله (الذي حكم من عام 1748 إلى عام 1757) مسؤولاً، وفقًا لبعض المصادر، عن إنشاء المشوار الجديد والمشوار القديم. ومع ذلك، فإن دراسات أخرى ومؤلفين لاحقين يعزون هذا الترتيب إلى حكم مولاي الحسن الأول بعد قرن من الزمان (انظر أدناه).  كما بنى محمد بن عبد الله دار عياد الكبيرة، أحد الهياكل الأكثر إثارة للإعجاب داخل أراضي القصر.
استمرت التوسعات والتعديلات الرئيسية طوال القرن التاسع عشر. في عهد السلطان مولاي عبد الرحمن (الذي حكم الفترة 1822-1859)، تم إنشاء باب بوجت المشور أو المشوار الكبير إلى الغرب من حي مولاي عبد الله، مما زود أراضي القصر بمدخل احتفالي آخر إلى الشمال الغربي. كما قام مولاي عبد الرحمن بإحياء حدائق القصر في الغرب، حتى الأسوار المرينية الغربية القديمة للمدينة، من خلال إنشاء حدائق لالا مينا (في موقع حدائق العصر المريني السابق) وبناء مسجد لالا مينا المجاور.:90 غرب هذه الأسوار، وخلف الأسوار القديمة، أُنشئت حديقة مسوّرة أكبر حجمًا تُعرف اليوم باسم أكدال على يد السلطان مولاي الحسن الأول (الذي حكم الفترة 1873–1894).[3][5] (بحسب أحد المؤلفين، يُنسب مسجد لا مينا أيضًا إلى مولاي حسن ).:148

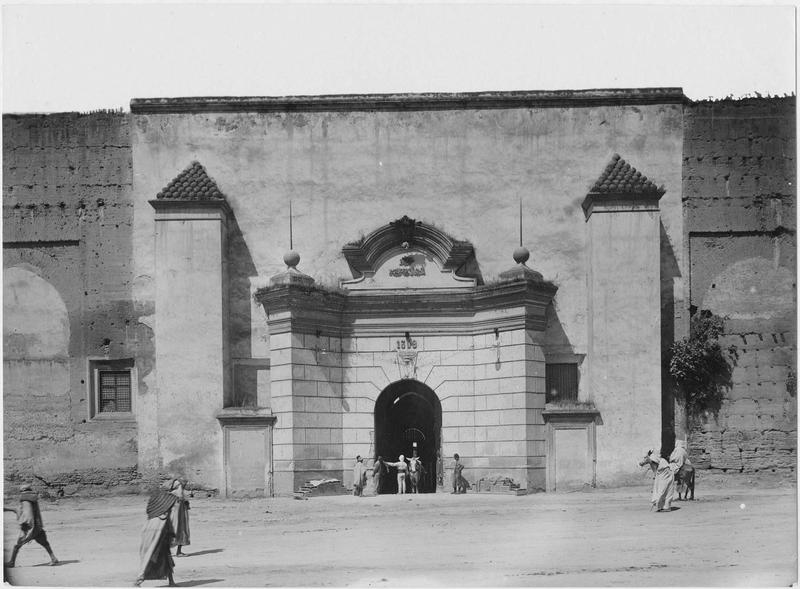
بوابة مدخل دار المكينة بالمشوار الجديد (صورة من عام 1913).

ويبدو أيضًا أنه في عهد مولاي حسن، امتدت أراضي دار المخزن شمالًا حتى البوابة الجنوبية للمشوار القديم، مما حوّل الأخير إلى المدخل الرئيسي للقصر بدلاً من المدخل الرئيسي للمدينة. أدى هذا إلى تحويل الطرف الشمالي للشارع الرئيسي لفاس الجديد بحيث يدخل الآن إلى المشوار القديم من الجانب. وشملت التوسعة الجديدة صحنًا واسعًا مستطيلا ليكون بمثابة "المشوار الداخلي"، تليها عدة أفنية أخرى تمتد حتى بوابة المشوار القديم. كان هذا المشوار الداخلي محاطًا بـالأروقة ويضم عددًا من الوظائف العامة والإدارية مثل المحكمة. يقع هذا المشوار أيضًا بين المسجد الكبير بفاس الجديد ومدرسته السابقة (مدرسة فاس الجديد أو مدرسة دار المخزن)، مما أدى إلى عزلهما عن بعضهما البعض مما أدى إلى دمج المدرسة في القصر. وبحسب العلماء فإن مولاي حسن هو الذي بنى بعد ذلك ما يعرف الآن باسم المشوار الجديد على الجانب الشمالي من باب الدكاكين والمشوار القديم. وبجانب هذا قام أيضًا ببناء مصنع دار المكينة على الجانب الغربي من الساحة الجديدة عام 1886.
وأخيرا، قام مولاي حسن أيضا بربط فاس الجديد وفاس البالي (المدينة القديمة) لأول مرة بممر كبير من الأسوار. داخل هذا الفضاء قام بتكليف عدد من الحدائق الملكية (مثل جنان سبيل) والقصور الصيفية (مثل دار البطحاء)، والتي كانت منفصلة ولكنها مرتبطة أو متصلة بالقصر.
تاريخياً، لم يتمكن أفراد الجمهور والمسؤولون الحكوميون من الوصول إلا إلى الساحات القليلة الأولى لدار المخزن، من المشوار القديم إلى "المشوار الداخلي"، بسبب وجود المؤسسات الحكومية العامة والمحاكم هنا. وهكذا كان المشوار القديم والساحات المجاورة له بمثابة منطقة استقبال وانتظار لأولئك الذين لديهم عمل داخل القصر. من ناحية أخرى، كان باقي القصر الواقع في الغرب عبارة عن مسكن خاص للسلطان ولم يكن في متناول أي شخص سوى السلطان وعائلته ودائرته الداخلية.:95-96